# 恐怖的醫院
《恐怖的醫院》（英語：The Hostile Hospital）是雷蒙尼·史尼奇系列作品《波特萊爾大遇險》的第八部小說，於2001年出版。該書中，主角波特萊爾三姐弟已成為通緝犯，不再有正式監護人，他們來到一家醫院，發現那裡藏有與其雙親相關的重要文件。

## 情節概要
波特萊爾三姐弟（紫兒、克勞斯和桑妮）在逃出熱愛禽鳥者之村後，來到一家「把握良機平價商店」內，發送電報給銀行家波先生向他請求幫助但並無回音。店主人米爾特（Milt）由於認出孩子們是《小道消息日報》上所指的殺人犯而想要抓住他們。三姐弟被迫與一群「對抗疾病志工隊」（Volunteers Fighting Diseases，縮寫為VFD）同行，這些單純的志工互稱為兄弟姊妹，相信「沒消息就是好消息」而且沒讀過報紙。三姐弟隨志工們來到海姆里希醫院，並被醫院的人力資源主管芭伯絲（Babs）指派去檔案室協助檔案管理員海爾（Hal）工作，而因此從海爾口中得知「與史尼奇火災相關的檔案」的存在。
三姐弟乘海爾不注意時利用鑰匙進入檔案圖書館內查閱史尼奇檔案，發現它雖然已被移出圖書館，但仍有殘存的第十三頁留下，上面記載著火災當中有一名倖存者，暗示波特萊爾父母之一可能還在人世。這時艾絲梅·史瓜樂奉歐拉夫伯爵之命來銷毀史尼奇文件正好遇上三姐弟，雖然克勞斯與桑妮逃脫，但紫兒被抓。
化名為「馬它希亞斯」的歐拉夫伯爵取代芭伯絲（極可能殺害她）成為醫院的新任人力資源主管，透過對講機宣布將對一名14歲女孩（實際上是紫兒）進行「世界首例」的顱骨切除術，而歐拉夫的同夥艾絲梅、禿頭男人與鉤子手男人也都偽裝為醫生與護士待命。克勞斯與桑妮設法將自己偽裝為歐拉夫的同夥白臉女人以騙過歐拉夫的其他同夥救回紫兒。紫兒在手術展示廳內即將進行顱骨切除術時剛清醒過來，同時艾絲梅也識破克勞斯與桑妮的偽裝。這時由於艾絲梅此前在檔案室的縱火導致大火蔓延開來，馬它希亞斯透過對講機聲稱波特萊爾三姐弟就是縱火犯，於是大眾開始追捕他們。三姐弟跳出儲藏室窗外，但他們已無處可去，只好偷偷躲進歐拉夫伯爵汽車的後車廂內，隨著歐拉夫伯爵與他的同夥離開陷入大火中的海姆里希醫院。

## 改編作品
Netflix製作的電視劇《波特萊爾的冒險》第二季的第七、八集改編自本書。